# Harnackia bisecta
Harnackia bisecta Urb. è una pianta della famiglia delle Asteracee, endemica di Cuba. È l'unica specie del genere Harnackia.

## Distribuzione e habitat
Harnackia bisecta è un endemismo edafico, cioè ristretto ad aree con specifiche caratteristiche del suolo; in particolare predilige le aree con substrato ultrafemico, ovvero composto da rocce ignee ad alto contenuto di ferro e magnesio.

## Tassonomia
Harnackia bisecta è l'unica specie nota del genere Harnackia.
Fa parte della sottotribù Pectidinae, raggruppamento che la classificazione tradizionale colloca all'interno della tribù Heliantheae e che la moderna classificazione filogenetica attribuisce alle Tageteae.

Recenti studi filogenetici suggeriscono che i generi cubani Harnackia e Lescaillea siano un sister group del genere messicano Boeberastrum.

## Conservazione
Questa specie non rientra tra quelle valutate ufficialmente dalla IUCN.
 
Considerata tuttavia la ristrettezza e la peculiarità del suo habitat, è stato proposto di considerarla una specie in pericolo critico di estinzione (Critically Endangered).